# Gymnosoma neotropicale
Gymnosoma neotropicale là một loài ruồi trong họ Tachinidae.